# 玉水站 (日本)
玉水站（日语：／ Tamamizu eki */?）位于京都府缀喜郡，是西日本旅客铁道（JR西日本）奈良线的鐵路車站。

## 历史
- 1896年
  - 1月25日 - 作为奈良铁道桃山站至玉水站区间终点站开业。
  - 3月13日 - 线路向木津站延伸，成为中间站。
- 1905年2月7日 - 经过并购，成为关西铁道车站。
- 1907年10月1日 - 关西铁道国有化。
- 1909年10月12日 - 线路名称制定，成为奈良线车站。
- 1953年8月15日 - 南山城水灾导致站房损毁[2]。
- 1954年3月31日 - 重建站房[3]。
- 1987年4月1日 - 国铁分割民营化后成为JR西日本车站。
- 2003年
  - 3月15日 - 时刻表调整，快速列车全部停靠。
  - 11月1日 - 支持使用ICOCA[4]。
- 2017年7月1日 - 开建上跨式站房，临时站房开业。
- 2018年
  - 3月12日 - 开始使用车站编号[5]。
  - 12月15日 - 上跨式站房竣工。电直梯和出站口外多功能厕所开始使用[6]。
- 2020年（令和 2年）
  - 12月6日：本站到山城多賀站路段雙線軌道化[7]。

## 车站结构
侧式站台2台2线地上车站，跨线式站房。
宇治站管理的业务委托站。支持使用ICOCA。

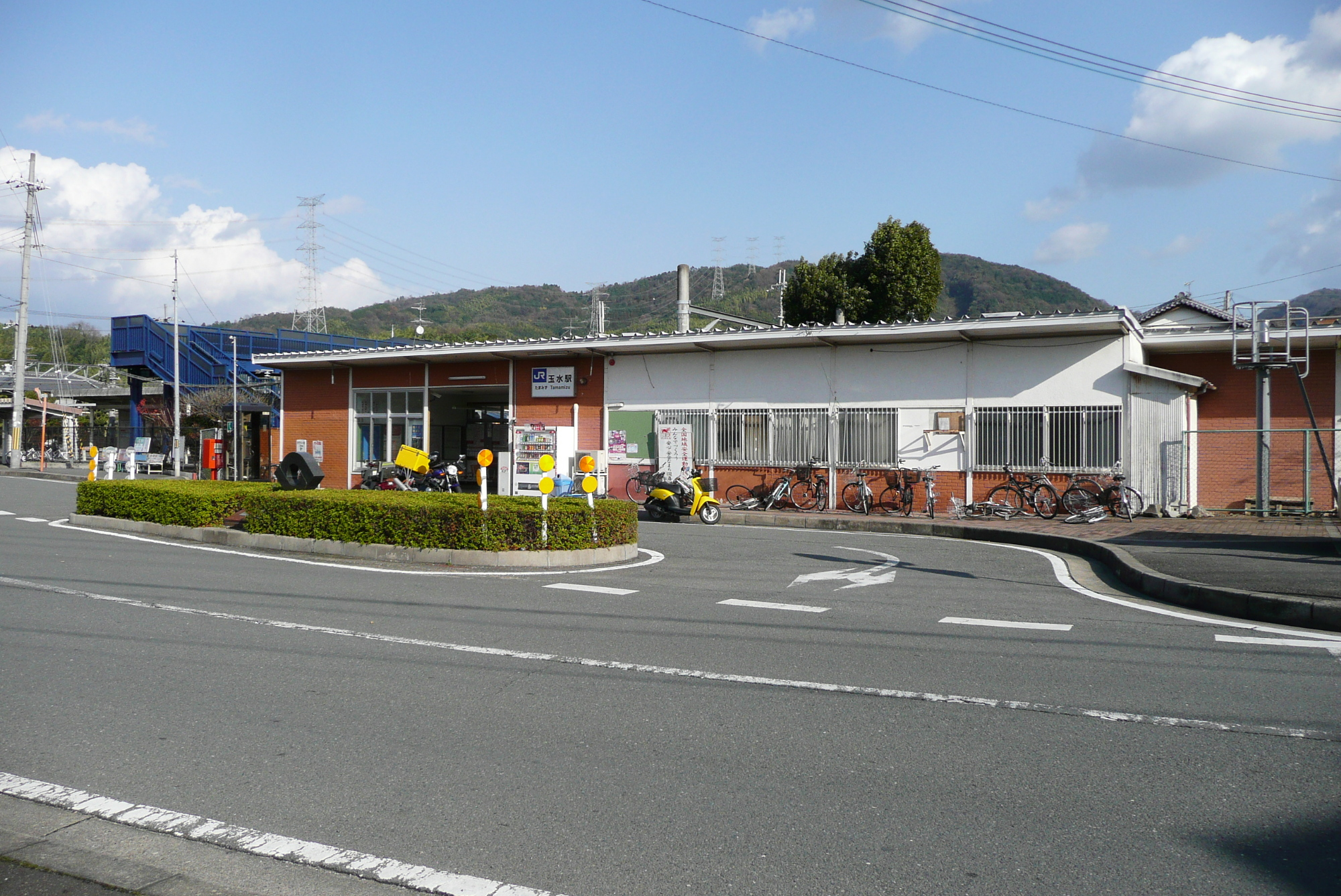
旧站房（2008年）
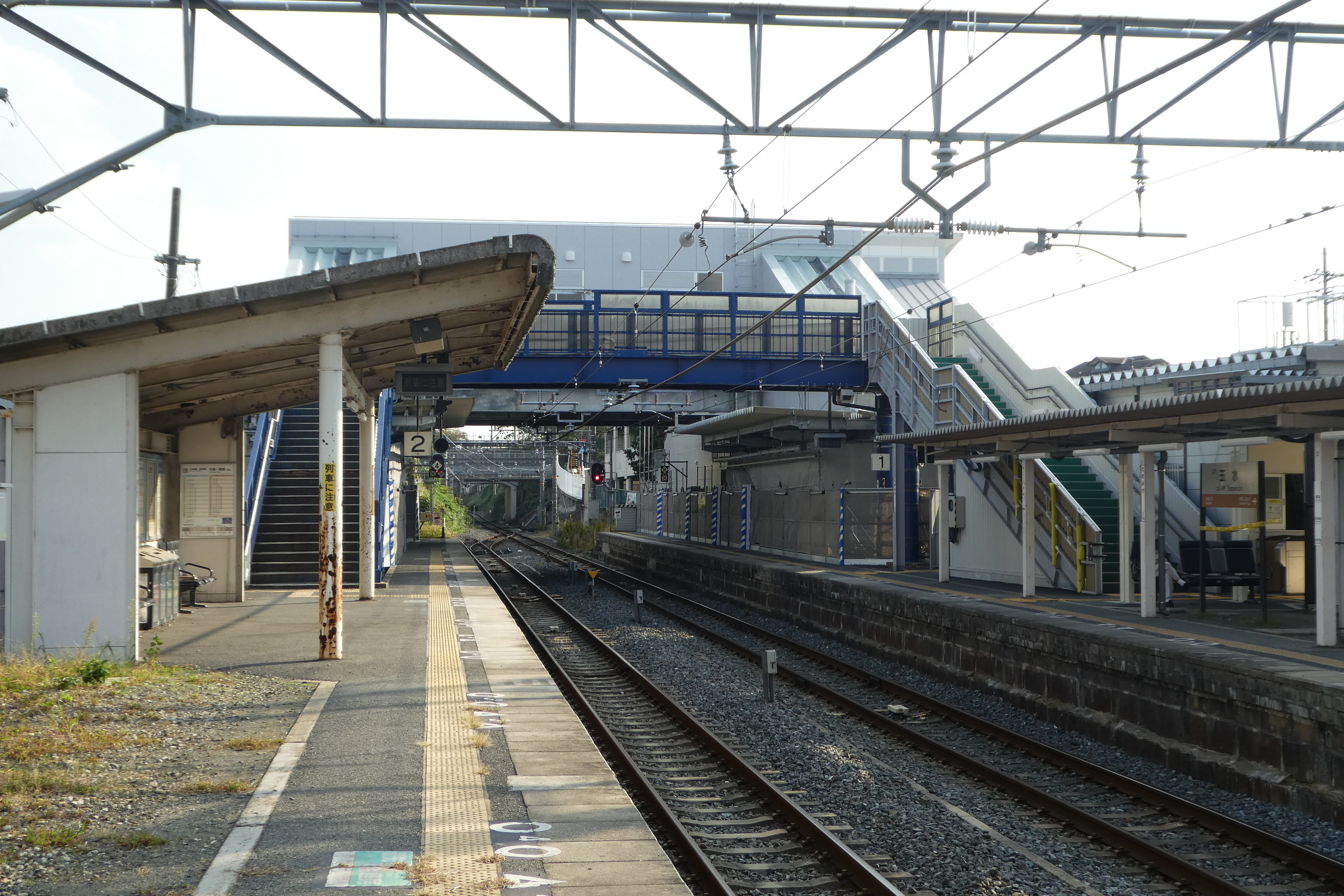
站台（2018年）
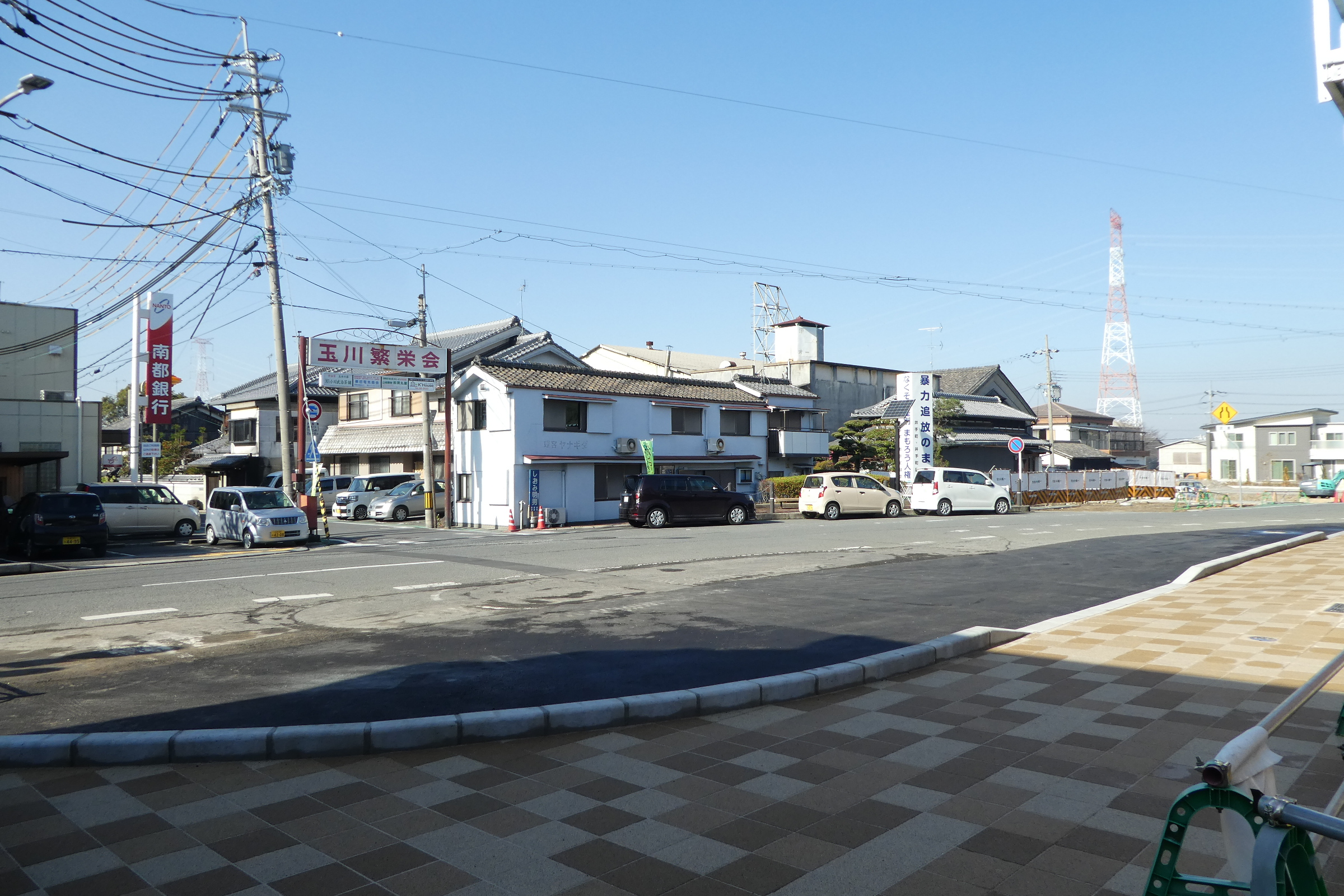
站前（2018年）
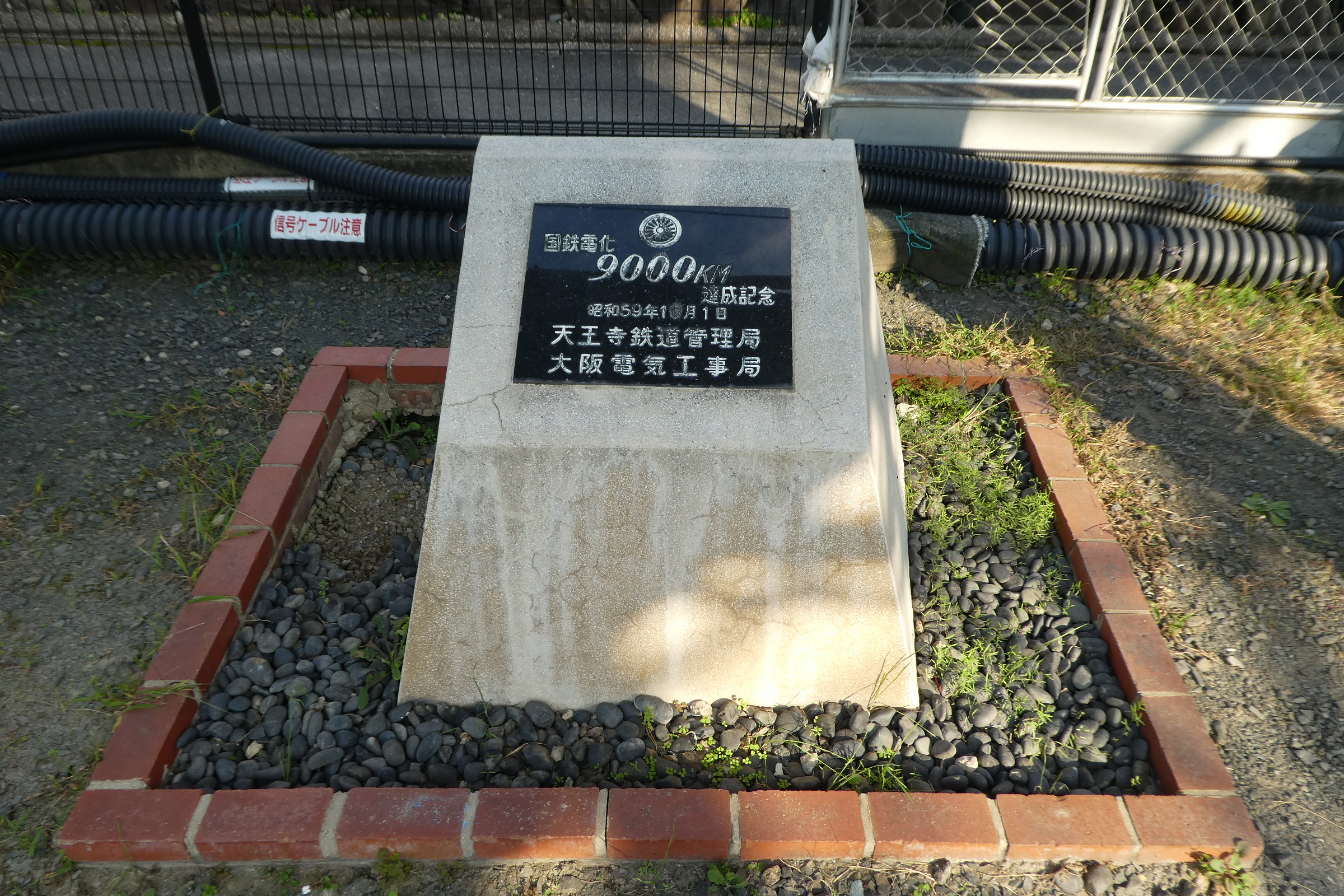
国铁电气化9000km达成纪念碑
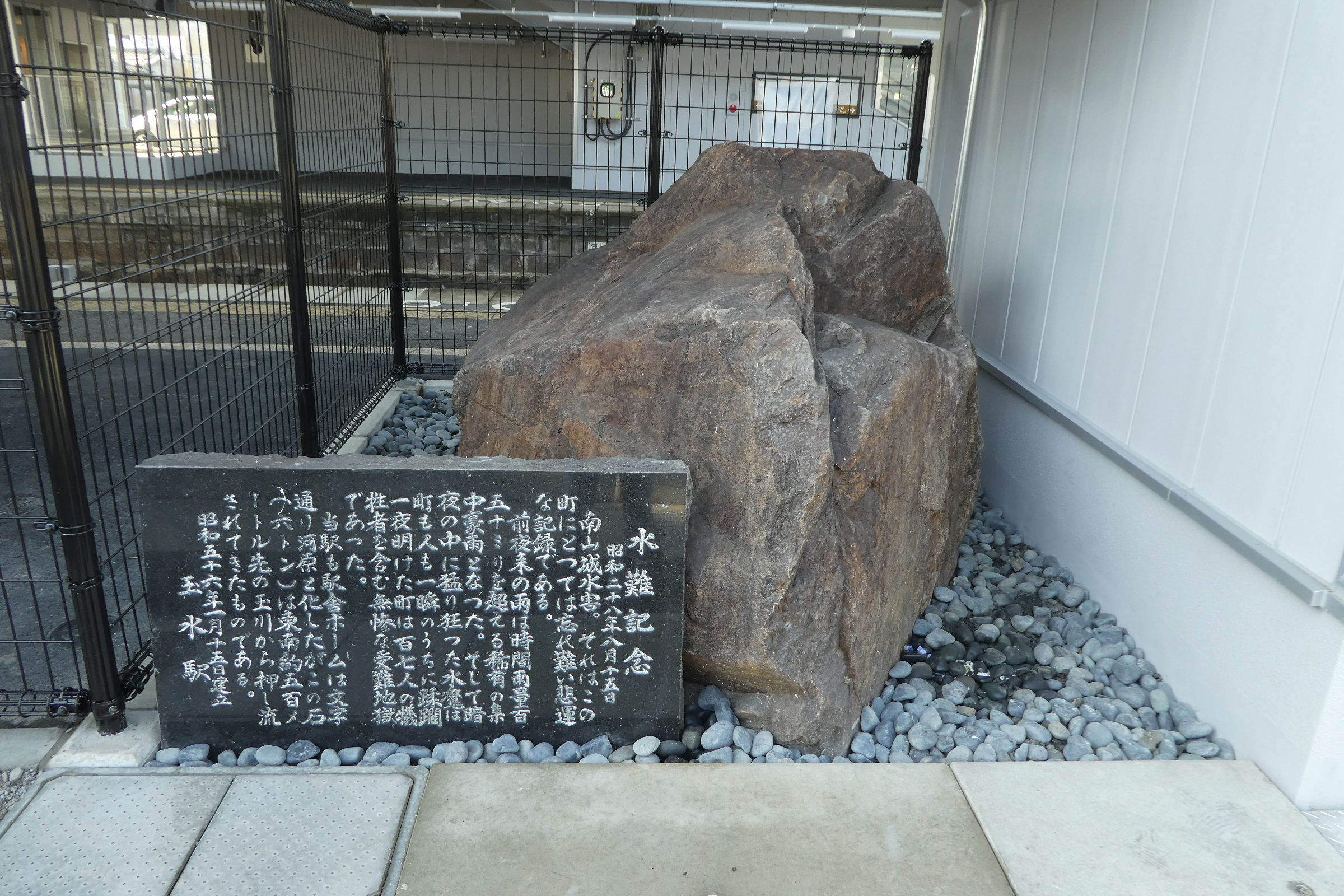
水灾纪念碑

### 月台配置
| 月台 | 路線   | 方向     | 目的地         |
| ---- | ------ | -------- | -------------- |
| 1    | 奈良線 | 上、下行 | 宇治、京都方向 |
| 2    | 奈良線 | 下行     | 木津、奈良方向 |

## 使用情况
根据京都府统计书以及井手町统计书，1日平均上車人次如下表。
| 年度   | 1日平均 上車人次 |
| ------ | ---------------- |
| 1999年 | 1,000            |
| 2000年 | 962              |
| 2001年 | 984              |
| 2002年 | 964              |
| 2003年 | 1,077            |
| 2004年 | 1,110            |
| 2005年 | 1,107            |
| 2006年 | 1,101            |
| 2007年 | 1,134            |
| 2008年 | 1,107            |
| 2009年 | 1,074            |
| 2010年 | 1,060            |
| 2011年 | 1,044            |
| 2012年 | 1,075            |
| 2013年 | 1,055            |
| 2014年 | 1,024            |
| 2015年 | 1,044            |
| 2016年 | 1,046            |
| 2017年 | 1,044            |

## 相鄰車站
西日本旅客鐵道
 奈良線
■都路快速、■快速
城陽（JR-D12）－玉水（JR-D16）－木津（JR-D19）
■區間快速、■普通
山城多賀（JR-D15）－玉水（JR-D16）－棚倉（JR-D17）

## 外部連結
- 玉水｜車站資訊：JR出門網 - 西日本旅客鐵道